# Sungai Tepuk
Sungai Tepuk is een bestuurslaag in het regentschap Ogan Komering Ilir van de provincie Zuid-Sumatra, Indonesië. Sungai Tepuk telt 1245 inwoners (volkstelling 2010).